# Оланзапин
Оланзапи́н — антипсихотический препарат (атипичный антипсихотик), структурно и по действию схожий с клозапином. Применяется для лечения шизофрении и биполярного аффективного расстройства. Имеет широкий спектр психофармакологического действия и обладает антидепрессивным, антиманиакальным эффектами.
Также производится в комбинации с флуоксетином под названием Симбиакс для лечения биполярных депрессивных эпизодов и резистентной депрессии.

## Фармакодинамика

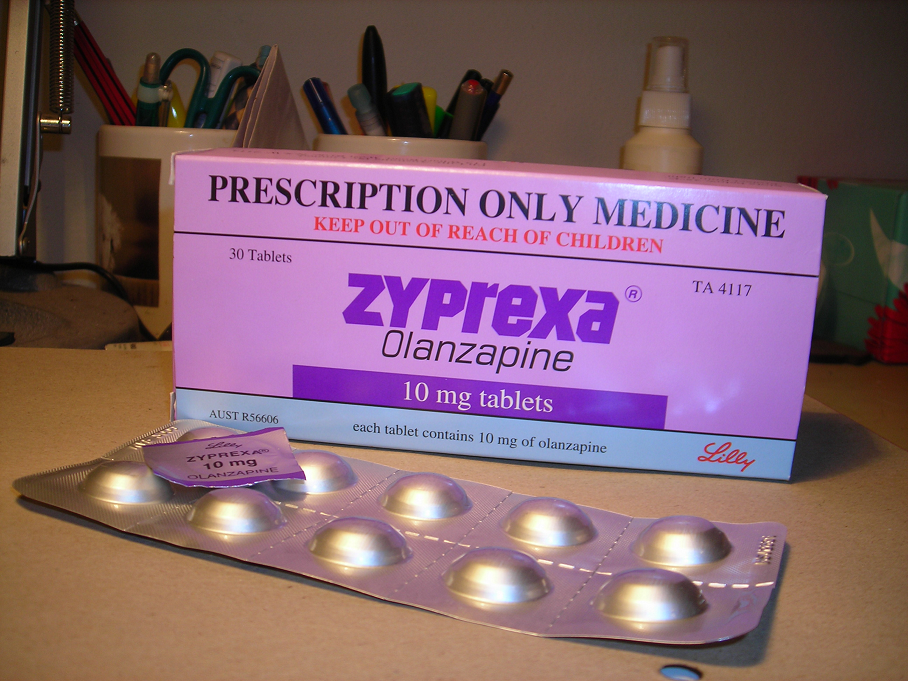
Зипрекса (оланзапин), таблетки 10 мг

В доклинических исследованиях установлено сродство оланзапина к серотониновым 5-НТ2A, 5-НТ2C, 5-НТ3, 5-НТ6, допаминовым D1, D2, D3, D4 и D5, мускариновым (1..5), адренергическим α1 и гистаминовым Н1 рецепторам. В экспериментальных исследованиях выявлено наличие антагонизма оланзапина по отношению к серотониновым рецепторам, допаминовым и холинергическим рецепторам. In vivo и in vitro оланзапин обладает более выраженным сродством и активностью по отношению к 5-НТ2 по сравнению с D2 рецепторами.
Согласно данным мета-анализа, оланзапин превосходит галоперидол по вероятности успеха терапии, улучшению показателя тяжести психических нарушений, уменьшению выраженности продуктивных и негативных расстройств. По данным некоторых исследований, оланзапин превосходит галоперидол по влиянию на когнитивные функции, в других исследований разницы обнаружено не было. Исследования показывают, что рецидивы при приёме оланзапина происходят значительно реже, чем при приёме галоперидола.
Данные о влиянии разных доз оланзапина на негативную симптоматику не полностью согласуются между собой; возможно, уменьшение выраженности негативных расстройств объясняется действием оланзапина на вторичные негативные симптомы (к примеру, обусловленные лекарственным паркинсонизмом или психозом), а не прямым действием на первичные негативные симптомы.
В одном исследовании активность рецепторов D2 при приеме низких доз оланзапина (5 мг/сут) составляла 60%, а при приеме высоких доз - 83% (20 мг/сут). В обычном клиническом диапазоне доз 10-20 мг/сут активность D2-рецепторов варьировала от 71% до 80%.
Активность оланзапина на 5-HT2A рецепторе высока во всех дозах (от 5 до 20 мг). Сообщается, что прием оланзапина в дозе 5 мг обеспечивал среднюю заполняемость на 85% при приеме в дозе 5 мг, на 88% при приеме в дозе 10 мг и на 93% при приеме в дозе 20 мг.

## Фармакокинетика
Всасывание
После приёма внутрь оланзапин хорошо абсорбируется из ЖКТ, Cmax в плазме достигается через 5—8 ч. Концентрации оланзапина в плазме имеют линейную зависимость от дозы (в диапазоне от 1 мг до 20 мг). Приём пищи не оказывает влияния на абсорбцию оланзапина.
Распределение
При концентрации в плазме от 7 до 1000 нг/мл связывание с белками плазмы, в основном с альбумином и с a1-кислотным гликопротеином, составляет около 93 %.
Метаболизм
Оланзапин метаболизируется в печени путём конъюгации и окисления. Основным циркулирующим метаболитом является 10-N-глюкуронид, который теоретически не проникает через ГЭБ. Изоферменты CYP1A2 и CYP2D6 цитохрома Р450 участвуют в образовании N-десметил и 2-гидроксиметил метаболитов оланзапина. В экспериментальных исследованиях на животных показано, что эти метаболиты обладают значительно менее выраженной фармакологической активностью in vivo, чем оланзапин. Основная фармакологическая активность препарата обусловлена исходным веществом — оланзапином.
Активность изофермента CYP2D6 цитохрома Р450 не влияет на уровень метаболизма оланзапина.
Выведение
У здоровых добровольцев после приёма внутрь T1/2 оланзапина составляет 33 ч (21—54 ч для 5—95 %), а средний клиренс в плазме — 26 л/ч (12—47 л/ч для 5—95 %).
Около 57 % меченного радиоизотопами оланзапина выводится с мочой, в основном в виде метаболитов.
Фармакокинетика в особых клинических случаях
Фармакокинетические показатели оланзапина варьируют в зависимости от пола, возраста, наличия пристрастия к курению:
| Характеристики пациентов  | T1/2 (ч) | Клиренс в плазме (л/ч) |
| ------------------------- | -------- | ---------------------- |
| Некурящие                 | 38.6     | 18.6                   |
| Курящие                   | 30.4     | 27.7                   |
| Женщины                   | 36.7     | 18.9                   |
| Мужчины                   | 32.3     | 27.3                   |
| Пожилые (65 лет и старше) | 51.8     | 17.5                   |
| Моложе 65 лет             | 33.8     | 18.2                   |

Однако степень изменений T1/2 и клиренса под влиянием каждого из указанных факторов значительно уступает степени индивидуальных различий этих показателей.
Достоверных различий между средними значениями T1/2 и клиренса оланзапина у пациентов с тяжёлыми нарушениями функции почек, по сравнению с лицами с нормальной функцией почек, не установлено.
У курящих пациентов с незначительными нарушениями функции печени клиренс оланзапина ниже, чем у некурящих без таких нарушений.
В исследовании с участием лиц европейского, японского и китайского происхождения, различий в фармакокинетике оланзапина, связанных с расовой принадлежностью, не установлено.

## Показания
- лечение обострений; поддерживающая и длительная противорецидивная терапия шизофрении и других психотических расстройств с выраженной продуктивной (в том числе бред, галлюцинации, автоматизм) и/или негативной (в том числе эмоциональная уплощённость, снижение социальной активности, обеднение речи) симптоматикой, а также с сопутствующими аффективными расстройствами;
- лечение острых маниакальных или смешанных приступов при биполярном аффективном расстройстве.
- может использоваться для лечения стимуляторных психозов[2].

## Режим дозирования

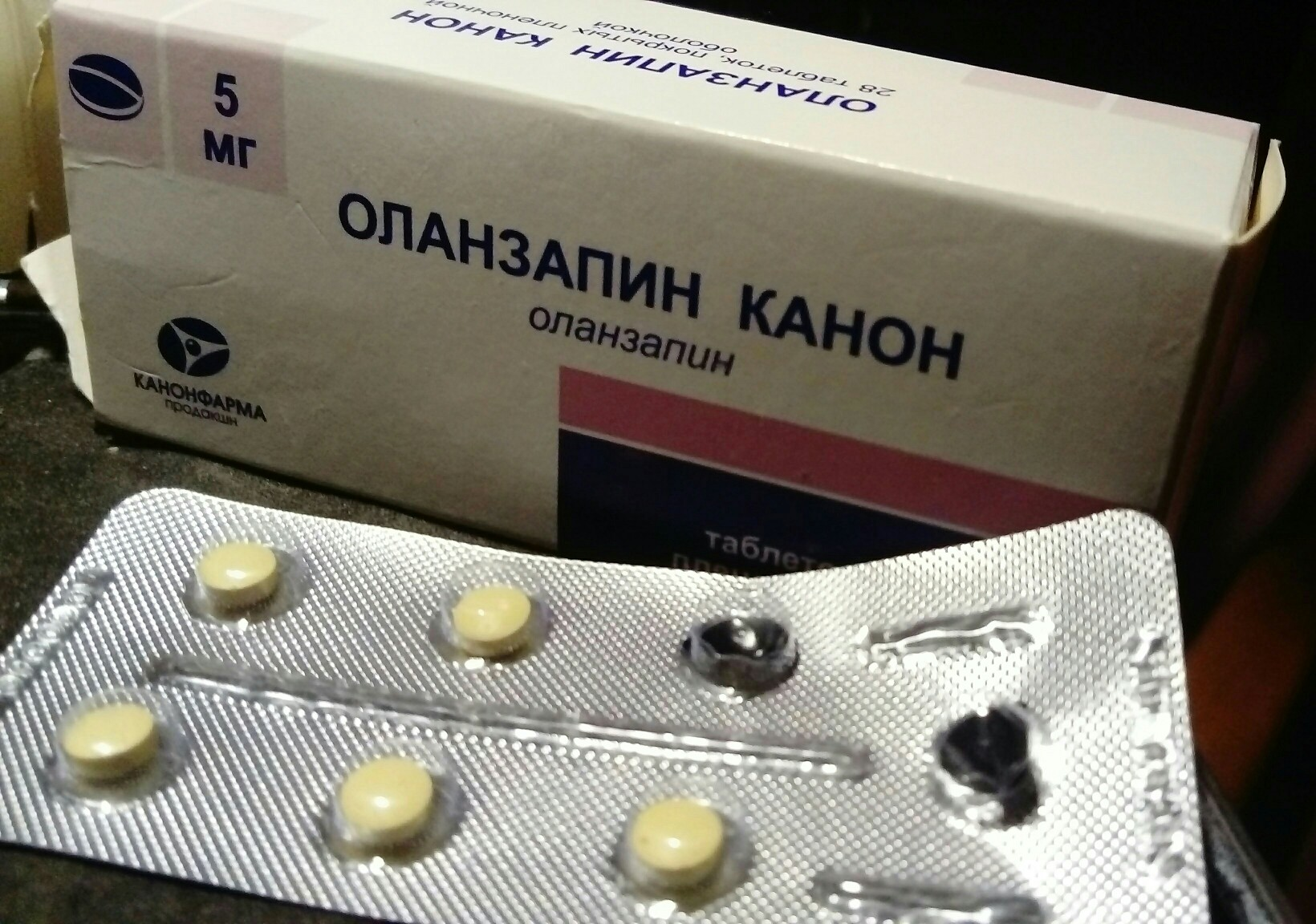
Оланзапин российского производства

При шизофрении и сходных психотических расстройствах рекомендуемая начальная доза препарата составляет 10 мг/сут, однократно. Оланзапин можно принимать независимо от приёма пищи. Терапевтические дозы колеблются в диапазоне 5—20 мг/сут. Суточную дозу необходимо подбирать индивидуально в зависимости от клинического состояния больного. Увеличение дозы свыше стандартной, составляющей 10 мг/сут, рекомендуется проводить только после соответствующего клинического обследования пациента.
При острой мании рекомендуемая начальная доза препарата составляет 15 мг/сут, однократно. Терапевтические дозы оланзапина колеблются в диапазоне 5—20 мг/сут.
Пациентам пожилого возраста, а также при тяжёлой почечной недостаточности или недостаточности функции печени средней степени тяжести препарат назначают в начальной дозе 5 мг/сут.
Уменьшение начальной дозы рекомендуется для пациентов с комбинацией факторов (больные женского пола, старческого возраста, некурящие), при которых возможно замедление метаболизма оланзапина.

## Побочные действия
Очень часто (>=10 %): сонливость, увеличение массы тела. У 34 % больных наблюдалось увеличение концентрации пролактина в плазме крови, которое было слабо выраженным и транзиторным (среднее значение максимальных концентраций пролактина не достигало верхней границы нормы и статистически достоверно не отличалось от плацебо). Клинические проявления гиперпролактинемии, связанные с приёмом оланзапина (то есть гинекомастия, галакторея, увеличение молочных желез), отмечались редко. У большинства больных нормализация уровней пролактина наблюдалась без отмены оланзапина.
Другим очень частым (>=10 %) побочным эффектом, связанным с применением оланзапина в клинических испытаниях у больных с деменцией альцгеймеровского типа, были нарушения походки.
Часто (<10 % и >=1 %): головокружение, астения, акатизия, повышение аппетита, периферические отеки, ортостатическая гипотензия, сухость во рту, запоры.
Редко наблюдалось транзиторное, асимптоматическое увеличение печёночных трансаминаз (АЛТ, АСТ); в единичных случаях — повышение уровня глюкозы в плазме крови до >=200 мг/дл (подозрение на диабет), а также >=160 мг/дл, но <200 мг/дл (подозрение на гипергликемию) у пациентов с исходным уровнем глюкозы <=140 мг/дл; у некоторых пациентов отмечалась асимптоматическая эозинофилия.
В приведённой ниже таблице кратко изложены основные побочные эффекты и их частота, зарегистрированные во время клинических испытаний и/или в пострегистрационном периоде.
| Система/Побочный эффект                                                                             | Частота | Частота        | Частота        | Частота           | Частота |
| | ≥ 10 %  | < 10 % и ≥ 1 % | < 1 % и ≥0.1 % | <0.1 % и ≥ 0,01 % | <0.01 % |
| Организм в целом                                                                                    |         |                |                |                   |         |
| 2Астения                                                                                            |         | •              |                |                   |         |
| 2Повышенная чувствительность к свету                                                                |         |                | •              |                   |         |
| 1Увеличение массы тела                                                                              | •       |                |                |                   |         |
| Сердечно-сосудистая система                                                                         |         |                |                |                   |         |
| 2Брадикардия                                                                                        |         |                | •              |                   |         |
| 1Ортостатическая гипотензия                                                                         |         | •              |                |                   |         |
| Пищеварительная система                                                                             |         |                |                |                   |         |
| 2Запоры                                                                                             |         | •              |                |                   |         |
| 2Сухость во рту                                                                                     |         | •              |                |                   |         |
| 3Гепатит                                                                                            |         |                |                |                   | •       |
| 2Повышение аппетита                                                                                 |         | •              |                |                   |         |
| Метаболические нарушения                                                                            |         |                |                |                   |         |
| 3Диабетическая кома                                                                                 |         |                |                |                   | •       |
| 3,4Диабетический кетоацидоз                                                                         |         |                |                |                   | •       |
| 3Гипергликемия                                                                                      |         |                |                |                   | •       |
| 1Периферические отеки                                                                               |         | •              |                |                   |         |
| Нервная система                                                                                     |         |                |                |                   |         |
| 4Нарушение походки                                                                                  | •       |                |                |                   |         |
| 2Акатизия                                                                                           |         | •              |                |                   |         |
| 2Головокружение                                                                                     |         | •              |                |                   |         |
| 3Судорожные припадки                                                                                |         |                |                | •                 |         |
| 2Сонливость                                                                                         | •       |                |                |                   |         |
| 3Сыпь                                                                                               |         |                |                | •                 |         |
| Мочеполовая система                                                                                 |         |                |                |                   |         |
| 3Приапизм                                                                                           |         |                |                |                   | •       |
| Клиническая биохимия                                                                                |         |                |                |                   |         |
| 1Увеличение АЛТ                                                                                     |         | •              |                |                   |         |
| 1Увеличение АСТ                                                                                     |         | •              |                |                   |         |
| 1Увеличение пролактина                                                                              | •       |                |                |                   |         |
| 1Единичные случаи повышения уровня глюкозы >=160 мг/дл, но <200 мг/дл (подозрение на гипергликемию) |         | •              |                |                   |         |
| 1Единичные случаи повышения уровня глюкозы >=200 мг/дл (подозрение на сахарный диабет)              |         | •              |                |                   |         |
| Гематология                                                                                         |         |                |                |                   |         |
| 1Эозинофилия                                                                                        |         | •              |                |                   |         |
| 3Лейкопения                                                                                         |         |                |                | •                 |         |
| 3Тромбоцитопения                                                                                    |         |                |                |                   | •       |

1 — Оценка показателей из базы данных клинических исследований.

2 — Побочные эффекты, зарегистрированные в базе данных клинических исследований.

3 — Побочные эффекты, зарегистрированные спонтанно при постмаркетинговых исследованиях.

4 — Побочные эффекты, выявленные в клинических исследованиях у больных с деменцией альцгеймеровского типа.

5 — В классификации COSTART обозначается как диабетический ацидоз.
При терапии оланзапином наблюдались также дисфагия, дизартрия, отёк слизистой носа, тремор, ригидность мышц шеи, бессонница.
Для оланзапина характерен сравнительно меньший риск сонливости, ортостатической гипотонии и тахикардии, чем для некоторых других атипичных антипсихотиков (в первую очередь клозапина и кветиапина), и меньший риск повышения пролактина, чем для рисперидона (но больший, чем для арипипразола, клозапина и кветиапина). Тем не менее у небольшого процента пациентов (10—15 %) эффект седации и сонливости закрепляется и длится месяцы, что препятствует качеству социального восстановления.
Ожирение и седация при приёме оланзапина наиболее выражены у детей и подростков.
С приёмом оланзапина связан больший, чем с приёмом кветиапина, но меньший, чем с приёмом рисперидона и зипрасидона, риск экстрапирамидных расстройств.
Оланзапин может вызывать симптомы обсессивно-компульсивного расстройства вследствие своего выраженного антисеротонинергического эффекта. При наличии у больных выраженной депрессивной и обсессивно-компульсивной симптоматики оланзапин способен усиливать эти явления.
При приёме оланзапина возможно развитие антихолинергического синдрома.
Приём оланзапина может приводить к удлинению интервала QT. При постмаркетинговом наблюдении зарегистрированы случаи внезапной сердечной смерти среди пациентов, принимавших этот препарат.

### Метаболические и эндокринные нарушения
Оланзапину присущ наиболее высокий по сравнению с другими нейролептиками (за исключением клозапина) риск ожирения и метаболических нарушений. У пациентов, принимающих 15 мг оланзапина в сутки, через год терапии масса тела увеличивается в среднем на 11,8 кг. Отмечают повышение веса при лечении данным препаратом до 12 % от исходной массы пациентов. Иногда прибавка веса составляет 20—45 кг.
Последствия ожирения и метаболических нарушений, вызванных антипсихотиками, по всей видимости, ничем не отличаются от последствий ожирения, вызванного любыми другими причинами, то есть включают в себя повышенный риск ишемической болезни сердца, артериальной гипертонии, онкологических заболеваний, сахарного диабета, остеоартроза, апноэ во сне, желчекаменной болезни, инфаркта миокарда и инсульта. Применение оланзапина статистически достоверно повышает риск развития сахарного диабета в 6 раз.
Метаболические нарушения, которые, как ожирение, обусловливают повышенный риск сердечно-сосудистых нарушений и сахарного диабета, оланзапин вызывает не только у пациентов с психическими расстройствами, но и у психически здоровых лиц. Так, в рандомизированном контролируемом испытании трёхдневный приём оланзапина здоровыми добровольцами привёл к метаболическим изменениям, включая нарушение толерантности к глюкозе, повышение уровня триглицеридов и снижение холестерина липопротеинов высокой плотности. Исследования также показали, что оланзапин снижает чувствительность к инсулину у здоровых мужчин после восьми или десяти дней приёма.
Диабетический кетоацидоз, сравнительно редкое и чрезвычайно опасное осложнение сахарного диабета, тоже может быть вызван приёмом оланзапина. Многократно отмечались случаи, когда диабетический кетоацидоз развивался внезапно, в отсутствие диагностированного ранее диабета. Возможность диабетического кетоацидоза необходимо всегда иметь в виду: его психические проявления легко спутать с симптомами шизофрении.
Ожирение у беременных, вызванное антипсихотиками, может приводить к порокам развития у плода: расщелине позвоночника, аноректальной атрезии, омфалоцеле, дефектам сердца, укорочению конечностей, гипоспадии, диафрагмальной грыже. При наличии ожирения у матери возможно также рождение детей с высокой для гестационного возраста массой тела и метаболическими нарушениями, включая гипогликемию, усиление липолиза и склонность к пониженной чувствительности к инсулину. В дальнейшем у таких детей повышен риск ожирения, ишемической болезни сердца и сахарного диабета. Также ожирение у беременных обусловливает повышенный риск самопроизвольного аборта в первом триместре, привычного невынашивания беременности, мертворождения, неонатальной смерти, повышенную частоту оперативных родоразрешений.

### Исследования на животных
У животных оланзапин вызывает ранние и устойчивые метаболические и эндокринные побочные эффекты. В частности, у грызунов он приводит к гиперфагии, увеличивает висцеральное ожирение, вызывает нарушение толерантности к глюкозе и уменьшает мышечную массу. Развитие резистентности к инсулину у животных при применении оланзапина и других антипсихотиков наблюдается очень быстро: снижение чувствительности к инсулину происходит в течение первого часа, а возможно, и в течение нескольких минут после введения препарата.
В плацебо-контролируемом исследовании группы по шесть макак получали оланзапин и галоперидол в терапевтической дозировке на протяжении около двух лет. При посмертном анализе у получавших нейролептики макак отмечено схожее по выраженности снижение как объёма, так и веса мозга, достигающее 8—11 %. При дальнейшем изучении законсервированных образцов показано, что снижение объёма серого вещества обусловлено в первую очередь уменьшением числа астроцитов, во вторую очередь — олигодендроцитов, при этом увеличилась плотность расположения нейронов, хотя их количество осталось неизменным.

## Противопоказания
Нарушения функции печени, эпилепсия, миелосупрессия, гипертрофия предстательной железы, паралитическая кишечная непроходимость, детский и юношеский возраст (до 18 лет), низкое содержание лейкоцитов, угнетение активности костного мозга, миелопролиферативные заболевания, гиперэозинофильный синдром, гиперчувствительность к препарату, выраженное угнетение ЦНС, кома. С осторожностью — болезнь Паркинсона, сахарный диабет, одновременный приём препаратов, удлиняющих интервал QT, почечная недостаточность, закрытоугольная глаукома, судорожные припадки (в анамнезе), беременность, период лактации.

## Особые указания
В начале лечения, особенно при подборе дозировки, необходимо наблюдение: возможны экстрапирамидные побочные эффекты, ортостатическая гипотония и рефлекторная тахикардия, сонливость, увеличение веса, гипергликемия и гиперлипопротеинемия. Риск ортостатической гипотонии повышается при сочетанном приёме оланзапина с бензодиазепинами. Сонливость в начале лечения развивается часто, поэтому препарат лучше принимать на ночь.
По причине возможности развития агранулоцитоза желательно проводить еженедельный контроль крови в течение первых 18 недель терапии у пациентов, принимающих оланзапин, а в дальнейшем — ежемесячный.
При первичном назначении оланзапина необходимо оценивать вероятность набора веса пациентом, учитывая его индекс массы тела, анамнез, общее клиническое ощущение склонности к полноте — пастозность, рыхлость. Наблюдая пациента, принимающего оланзапин, важно учитывать основной принцип контроля набора веса: семипроцентное от исходного увеличение массы тела является абсолютным противопоказанием к дальнейшему применению препарата.
Для профилактики ожирения и его осложнений (в частности, сахарного диабета) необходимо:
- Контролировать перед началом приёма нейролептиков и в процессе их приёма веса тела[18][25] и индекса массы тела[25], уровня глюкозы натощак (или гемоглобина A1c[26]) и уровней липидов в плазме крови[3][18][25]. Уровень глюкозы натощак не должен превышать 126 mg/dl, гемоглобина A1c — не превышать 6,1 %[26]. Для выявления гипергликемии желательно также измерять не только уровень глюкозы натощак, но и уровень через 2 часа после приёма глюкозы[27]. У пациентов с факторами риска (семейный анамнез, избыточный вес) мониторинг уровня глюкозы следует проводить каждые 2—4 месяца[26]. У всех пациентов рекомендуется также измерять артериальное давление перед началом терапии и в процессе терапии[25].
- Дозу антипсихотика наращивать медленно, что позволяет частично предотвратить увеличение массы тела. Особенно важны при этом первые недели нейролептической терапии, так как предупредить рост массы тела значительно легче, чем снижать её в дальнейшем[28].
- Относиться внимательно к образу жизни и режиму питания пациента. Необходимо, чтобы питание было по возможности менее калорийным, а образ жизни посильно более активным. При этом диета и физические нагрузки требуют тщательного дозирования[17]. Рекомендуется уменьшение потребления насыщенных жиров и холестерина, увеличенное потребление волокнистой пищи. Также рекомендуется отказ от курения[29].
- Если замечена существенная прибавка веса — направлять пациента к диетологу и специалисту по лечебной физкультуре[3].
- При приёме высоких доз нейролептика — осторожный подход к его сочетанию с другими диабетогенными препаратами (бета-адреноблокаторы, глюкокортикоиды, ингибиторы протеаз, тиазидные диуретики)[18].

Для предупреждения развития опасных для жизни состояний, связанных с диабетом (ацидоз и кома), необходимо заблаговременно распознавать и начинать лечение развивающегося диабета. Психиатры при терапии оланзапином должны проявлять настороженность в отношении таких симптомов диабета, как потеря массы тела, сонливость, жажда, полиурия, при необходимости обеспечивать своему пациенту консультацию эндокринолога.
При применении оланзапина возможно развитие злокачественного нейролептического синдрома — потенциально смертельного симптомокомплекса, клинические проявления которого включают значительное повышение температуры тела, ригидность мускулатуры, изменение психического статуса и вегетативные нарушения (нестабильный пульс или артериальное давление, тахикардия, сердечная аритмия, повышенное потоотделение). Дополнительные признаки могут включать увеличение уровня КФК, миоглобинурию (рабдомиолиз) и острую почечную недостаточность. Клинические проявления злокачественного нейролептического синдрома или значительное повышение температуры тела без других симптомов данного синдрома требуют отмены всех нейролептиков, включая оланзапин.
В сравнительных исследованиях продолжительностью свыше 6 недель лечение оланзапином достоверно реже сопровождалось развитием поздней дискинезии (необратимого неврологического побочного эффекта), чем применение галоперидола. Однако следует всё же учитывать риск этого побочного действия при длительной терапии нейролептиками. При развитии признаков поздней дискинезии рекомендуется снизить дозу или отменить оланзапин. Симптомы поздней дискинезии могут нарастать или манифестировать после отмены препарата.
С особой осторожностью следует применять препарат при увеличении активности АСТ и АЛТ у больных с недостаточностью функции печени, ограниченным функциональным резервом печени или у пациентов, получающих лечение потенциально гепатотоксическими препаратами. В случае увеличения активности АСТ и/или АЛТ во время лечения оланзапином требуется тщательное наблюдение за пациентом и, при необходимости, снижение дозы.
Оланзапин следует применять с осторожностью у больных с судорожными состояниями в анамнезе или подверженных воздействию факторов, снижающих порог судорожной готовности. У таких пациентов при лечении оланзапином судорожные припадки наблюдались редко.
При проведении клинических исследований терапия оланзапином редко сопровождалась побочными эффектами, связанными с антихолинергической активностью препарата. Однако клинический опыт применения оланзапина у больных с сопутствующими заболеваниями ограничен, поэтому рекомендуется проявлять осторожность при назначении оланзапина пациентам с клинически значимой гипертрофией предстательной железы, паралитической непроходимостью кишечника, закрытоугольной глаукомой и сходными состояниями.
В условиях in vitro оланзапин проявляет антагонизм в отношении дофамина и, как и другие нейролептики, подавляет действие леводопы и агонистов дофамина.
Учитывая характер действия оланзапина на ЦНС, следует с осторожностью применять его в комбинации с другими лекарственными препаратами центрального действия и этанолом.
Отмена оланзапина может приводить к холинергическим эффектам отмены, включающим в себя гриппоподобные симптомы, бессонницу, возбуждение, спутанность, беспокойство, тревогу, экстрапирамидные расстройства. Для профилактики холинергических эффектов отмены рекомендуется постепенное снижение дозы препарата (и, если планируется перевод на другой антипсихотик, постепенное наращивание доз этого антипсихотика), при развитии симптоматики отмены — «шаг назад», к предшествующей дозе отменяемого препарата, и более медленная его отмена, в случае необходимости — назначение корректоров и бензодиазепинов.

### Использование в педиатрии
Безопасность и эффективность оланзапина у пациентов в возрасте до 18 лет не изучены.

### Влияние на способность к вождению автотранспорта и работе с механизмами
Пациентам, принимающим этот препарат, следует проявлять осторожность при управлении механическими средствами, включая автомобиль, поскольку оланзапин может вызывать сонливость.

## Передозировка
Симптомы. Очень часто (>=10 %) — тахикардия, возбуждение/агрессивность, расстройство артикуляции, различные экстрапирамидные расстройства и нарушения сознания разной степени тяжести (от седативного эффекта до комы). Другие клинически значимые последствия передозировки оланзапина включают делирий, судороги, злокачественный нейролептический синдром, угнетение дыхания, аспирацию, артериальную гипертензию или гипотензию, аритмии сердца (<2 % случаев передозировки) и остановку сердца и дыхания.
Минимальная доза при острой передозировке с летальным исходом составила 450 мг, максимальная доза при передозировке с благоприятным исходом (выживание) — 1500 мг.
Лечение. Специфического антидота для оланзапина не существует. Искусственно вызывать рвоту не рекомендуется. Показаны стандартные методики дезинтоксикации (промывание желудка, приём активированного угля). Одновременный приём активированного угля снижает биодоступность оланзапина при приёме внутрь на 50—60 %.
Показано симптоматическое лечение в соответствии с клиническим состоянием и контроль за функциями жизненно важных органов, включая лечение артериальной гипотензии, сосудистого коллапса и поддержку дыхательной функции. Не следует применять адреналин, дофамин и другие симпатомиметики, которые являются агонистами b-адренорецепторов, так как стимуляция последних может усугубить артериальную гипотензию.

## Лекарственное взаимодействие
Метаболизм оланзапина может изменяться под действием ингибиторов или индукторов изоферментов цитохрома P450, проявляющих специфическую активность в отношении CYP1A2. Клиренс оланзапина повышается у курящих пациентов и у пациентов, принимающих карбамазепин:498. (в связи с увеличением активности CYP1A2); таким образом, концентрация оланзапина в крови под влиянием карбамазепина снижается. Известные потенциальные ингибиторы CYP1A2 могут снижать клиренс оланзапина. Оланзапин не является потенциальным ингибитором активности CYP1A2, поэтому при приёме оланзапина фармакокинетика лекарственных средств, таких как теофиллин, которые метаболизируются в основном при участии CYP1A2, не меняется.
В клинических испытаниях показано, что однократное введение дозы оланзапина на фоне терапии следующими препаратами не сопровождалось подавлением их метаболизма: имипрамином или его метаболитом дезипрамином (CYP2D6, CYP3A4, CYP1A2), варфарином (CYP2C19), теофиллином (CYP1A2) или диазепамом (CYP3A4, CYP2C19). Не выявлено также признаков лекарственного взаимодействия при применении оланзапина в сочетании с литием или бипериденом.
На фоне устойчивой концентрации оланзапина изменения фармакокинетики этанола не отмечалось. Однако приём этанола вместе с оланзапином может сопровождаться усилением фармакологических эффектов оланзапина, например седативного действия.
Однократный приём алюминий- и магнийсодержащего антацида или циметидина не влияет на биодоступность оланзапина при приёме внутрь. Одновременный приём активированного угля уменьшает биодоступность оланзапина на 50—60 %.
Флуоксетин (60 мг однократно или 60 мг ежедневно в течение 8 дней) вызывает увеличение Cmax оланзапина в среднем на 16 % и снижение клиренса оланзапина в среднем на 16 %. Степень влияния флуоксетина значительно уступает выраженности индивидуальных различий этих показателей, поэтому обычно не рекомендуется изменять дозу оланзапина при его назначении в комбинации с флуоксетином.
В исследованиях in vitro с использованием микросом печени человека показано, что оланзапин незначительно подавляет процесс образования глюкуронида вальпроата (основной путь метаболизма вальпроата). Вальпроат также незначительно влияет на метаболизм оланзапина in vitro. Поэтому клинически значимое фармакокинетическое взаимодействие между оланзапином и вальпроатом маловероятно.
По данным исследований in vitro с использованием микросом печени человека, оланзапин обладает крайне малым потенциалом для подавления активности следующих изоферментов цитохрома Р450: CYP1A2, CYP2C9, CYP2C19, CYP2D6 и CYP3A4.
Оланзапин снижает эффект производных леводопы:498. Потенцирует действие препаратов, угнетающих ЦНС: нейролептиков, транквилизаторов, антидепрессантов, противосудорожных средств, нормотимиков, этанола.

## Злоупотребление
Отдельные потребители наркотиков используют оланзапин для того, чтобы подавить неприятный опыт, который возникает в ходе употребления психоактивных веществ: так называемые «бэд-трипы». В своих сообщениях в интернете потребители наркотиков оценивают оланзапин как «идеальный блокировщик бэд-трипов».

## История
Синтезирован в 1982 году в Eli Lilly and Company. Оланзапин был создан в процессе модификации молекулы нейролептика клозапина, поэтому их действие имеет ряд общих особенностей.
В конце 1990-х годов Eli Lilly столкнулась с надвигающимся крупным падением прибылей: в 2001 году заканчивалось действие патента на их популярный препарат прозак (флуоксетин), а кроме того, на рынке появилось множество других аналогичных флуоксетину антидепрессантов из группы СИОЗС. У компании возникла острая необходимость в выводе на рынок новых патентованных лекарств, которые хорошо бы продавались. Одним из таких новых препаратов стал оланзапин. Eli Lilly сделала на него большую ставку и основательно вложилась в маркетинговую кампанию по продвижению оланзапина.

## Критика
В США против Eli Lilly and Company, фирмы-производителя зипрексы (оланзапина), подавались судебные иски в связи с рекламированием препарата для применения его не по назначению и в связи с утаиванием некоторых побочных эффектов (гипергликемия, сахарный диабет). Eli Lilly очень успешно рекомендовала оланзапин для применения его офф-лейбл при слабоумии и депрессии, особенно у детей и пожилых людей, несмотря на тяжёлые побочные эффекты, включающие в себя, в частности, сердечную недостаточность, пневмонию, лишний вес и диабет. Подсадные работники Eli Lilly присутствовали на лекциях и конференциях для врачей, посвящённых оланзапину, и задавали заранее подготовленные вопросы. Зная о риске прибавки веса у пациентов, компания, тем не менее, сводила к минимуму связь между оланзапином и лишним весом в широко распространявшемся видеоролике «Миф о диабете», использовавшем результаты исследований сомнительного качества и честности и ложную отчётность по побочным эффектам.
Компания выплатила более миллиарда долларов, чтобы урегулировать судебные иски по оланзапину. Судебные иски подавались также в связи с побочными действиями Симбиакса — препарата, сочетающего побочные эффекты оланзапина и флуоксетина.
В 2007 году Eli Lilly по-прежнему утверждала, будто «…многочисленные исследования не обнаружили, что зипрекса вызывает диабет», хотя уже с 2003 года зипрекса и аналогичные ей препараты имели на этикетках предупреждения FDA о случаях гипергликемии. По данным собственных исследований Eli Lilly, 30 % пациентов прибавляли в весе по меньшей мере на 10 кг в течение года приёма. Также компания скрыла, что, согласно данным исследования 1999 года, уровень сахара крови у пациентов, принимающих оланзапин, постоянно увеличивается на протяжении 3 лет. Как психиатры, так и эндокринологи свидетельствовали, что приём оланзапина привёл к развитию диабета у намного большего количества пациентов, чем другие препараты.